# 山本リンダ
山本 リンダ（やまもと リンダ、1951年〈昭和26年〉3月4日 - ）は、日本の歌手、タレント。本名、稲葉 あつ子（）。旧姓名、山本 あつ子（）。
身長168センチメートル。リンダ・ミュージック・オフィス（自らの個人事務所）所属。
「こまっちゃうナ」「どうにもとまらない」「狙いうち」などのヒット曲で知られる。「リンダ(Linda)」という芸名は、アメリカ人の父親に生前付けられた愛称である。なお、lindaはスペイン語・ポルトガル語で「美しい」を意味する形容詞（の女性形）である。

## 来歴・人物

### 生い立ち

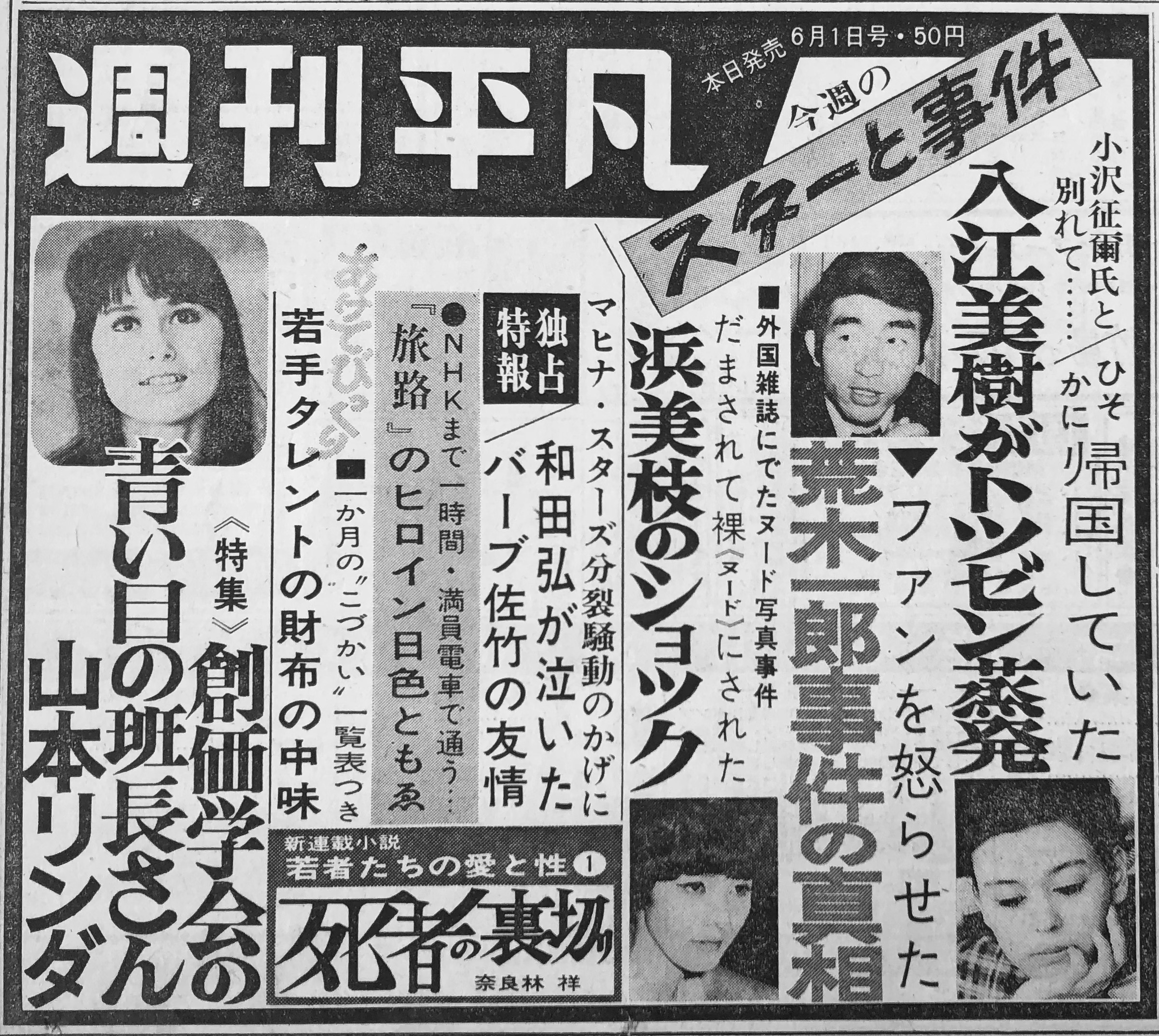
山本は小学生のときに母親とともに創価学会に入会した。『週刊平凡』1967年6月1日号の新聞広告。

福岡県小倉市（現:北九州市小倉北・南両区相当地域）に生まれる。父親はアメリカ人、母親は日本人のハーフ。父親はアメリカ軍の軍人だったが、リンダが1歳のころに朝鮮戦争で戦死した。そのため女手一つで育てられ、家庭は非常に貧しかった。
5歳の時に神奈川県横浜市に転居する。小学校時代はハーフであるために学校でいじめられ、近所の大人たちからも白眼視されていた。大阪出身の母親は醤油味のお好み焼きをよく作り、また、山本を慰めた。
小学生のときに母親とともに創価学会に入会した。

### 1960年代
母親に楽をさせたいと思い、モデルのオーディションに応募。1962年（昭和37年）に雑誌『装苑』のモデルオーディションを受検したことをきっかけに、人気モデルとして活動する。

#### 第1次ブーム
1966年（昭和41年）9月、高校在学中の15歳の時に、ミノルフォンレコード（現:徳間ジャパンコミュニケーションズ）より遠藤実作詞・作曲のシングル「こまっちゃうナ」で歌手デビュー。同曲が大ヒットとなり、国民的アイドルとして全国に知られるようになった。翌年、『第18回NHK紅白歌合戦』でNHK紅白歌合戦初出場を果たした。当時は舌っ足らずな口調を売りにした、いわゆる「可愛い子ちゃん歌手」であった。
しかし、デビュー曲「こまっちゃうナ」が大ヒットした後は「ミニミニデート」などの小ヒットがあったものの、長らく大きなヒットに恵まれず、人気は低迷する。

### 1970年代
1971年（昭和46年）、キャニオンレコード（現:ポニーキャニオン）に移籍する。

#### 『仮面ライダー』
1971年7月から同年12月まで東映制作の『仮面ライダー』（毎日放送）に出演した。同作のプロデューサー阿部征司は「山本は事務所移籍前で歌の仕事を控えていたため、すぐに出演OKをもらえた」と語っている。リンダ自身は「当時は移籍の際に6か月間仕事をしてはいけないという慣例があったため、その間に出てほしいという話が事務所に来ていたのでは」と述べている。
『仮面ライダー』の北海道ロケでは、宿泊先のホテルの歓迎看板に「山本リンダ御一行様」と書かれたこともあったという。この時期の『仮面ライダー』はまだ一般的な知名度が低かったため、ホテル側が「リンダの名を出した方が宣伝になる」と考えた結果だったようであるが、リンダ本人は道義を欠いたこの行為に「他のみなさん方に失礼です!」と激怒し、即座に看板を「仮面ライダー御一行様」に訂正させたという。主演の佐々木剛も「前もってちゃんと説明してもらえれば、俺だっていくらでも協力するのにさ」と、勝手にリンダの名前が使われたことに苦言を呈している。リンダ本人は「自分が出演した頃には人気も盛り上がっており、ロケーション先に着いたら多数の見学者が輪になって見学していた」と述べている。
夏を迎えて『仮面ライダー』は大ヒットし、高視聴率を獲得。リンダの認知度は、子供達のみならずお茶の間全体で上昇した。当時、リンダは孤独感が強かったらしく、アクションチームの大野剣友会のメンバーが、冗談を言ったりして一緒に遊んでくれたと述懐している。

#### 第2次ブーム
1972年（昭和47年）、キャニオンレコード移籍第2弾目のシングルレコードとして、当時の売れっ子作詞家・作曲家であった阿久悠・都倉俊一のコンビによる「どうにもとまらない」を発表。セクシーな大人の歌手にイメージチェンジして発表した同曲は大ヒットとなり、再びヒット歌手として脚光を浴びた山本は「アクション歌謡」の先駆けとなった。当時前例のなかったへそを出して歌う大胆な衣装、情熱的で激しいダンス、扇情的な歌詞の内容などが話題になり、「こまっちゃうナ」時代を上回る人気を獲得。「へそ出しルック」の第1号となる。同年、第14回日本レコード大賞作曲賞、第3回日本歌謡大賞放送音楽賞、有線放送大賞夜の有線大賞を受賞。また第23回NHK紅白歌合戦にも5年ぶりにカムバックした。
1973年（昭和48年）には「狙いうち」が大ヒット。この年、第10回ゴールデン・アロー賞グラフ賞、キャニオンレコードヒット賞を受賞。第24回NHK紅白歌合戦にも出場する。セクシーな激しい歌と踊りで人気を獲得し、後のピンク・レディーに先駆けて「アクション歌謡」を全国に定着させた。『狙いうち』というタイトルが「ボールをヒットさせる」ことを想起されることから、東京六大学野球の明治大学応援団は、作詞者の阿久悠が明治大学OBであったこともあり、同曲を「チャンステーマ」として導入した。それが甲子園にも伝播し、以後は高校野球の応援歌の定番となり、また中日ドラゴンズの応援（得点のチャンスを迎えた時）でも使われていた。
1974年にも「闇夜にドッキリ」で第25回NHK紅白歌合戦に出場し、紅白歌合戦には3年連続で出場を果たした。その他にも「狂わせたいの」「じんじんさせて」「燃えつきそう」「きりきり舞い」といったヒット曲を連発する。
1976年（昭和51年）2月10日、「およげ!たいやきくん」のアンサーソング「私の恋人、たいやきくん!」（作詞:中山大三郎、作曲:穂口雄右）を発売。『夜のヒットスタジオ』で子門真人と共演するなど、この曲を契機としてタレント活動も開始する。
しかし、1970年代後半から再び人気が低迷。山本を陰で支えた最愛の母が自宅浴室で事故死し（享年50）、山本自身も所属事務所から解雇されるなど、再び不遇の時代を過ごした。地方の小さなスナックなどでのドサ回りもこなしたが、スナックに歌手の控え室などはなく、狭くて汚いトイレで衣装を汚さないように細心の注意を払いながら着替えなくてはならなかったという。

### 1980・90年代

#### 第3次ブーム
1980年代後半に米米CLUBが山本の楽曲をカバーしてライブで演奏したほか、1990年（平成2年）にはテレビアニメ『ちびまる子ちゃん』の番組内で主人公・まる子が山本のモノマネをしたことなどから、山本はリバイバルブームに乗り再ブレイクする。1995年8月6日放送の「まる子フェスタしずおかへ行く」の回では、本人役で山本がアフレコを務めた。
また、自身の曲をハウス調にセルフカバーしたアルバムや、REMIXアルバムが続々オリコンチャートにランクイン。翌1991年（平成3年）の第42回NHK紅白歌合戦にも久々に登場した（『紅白歌合戦』には通算5回目の出場）。

#### 名誉毀損騒動
1993年（平成5年）、ヘアヌード写真集を出版し話題となる。朝日放送のラジオ番組『誠のサイキック青年団』（関西ローカル）でパーソナリティの北野誠と竹内義和が山本の写真集を辛辣にこき下ろしたところ、この放送を聞いたファンからの通告で番組内の発言内容を知った山本は激怒し、名誉毀損として1億円の損害賠償を請求した。その後、山本同席の下で番組側が全面謝罪することにより示談が成立。各メディアでは、記者会見にて北野と竹内が平身低頭で謝罪する姿が全国的に大きく報じられた。
1997年（平成9年）、テレビアニメ『新・天地無用!』の主題歌「夢はどこへいった」を発売。約20年ぶりにシングルランキングでもオリコンチャートへの復帰を果たす。

### 2000年代
2001年（平成13年）5月3日、7歳年上の常葉大学教授稲葉光彦と結婚。山本にとってこれが初婚である。
2005年（平成17年）、アサヒ飲料の缶コーヒーのCMに起用される。
また、代表作「どうにもとまらない」の歌詞をアレンジした「どうにもとまらない〜ノンストップ」が発売され（リメイクされた詞は阿久悠が「今の若い人達に夢や希望をたくさん送ってあげたい」という想いから新たに書いたもの）、テレビアニメ『レジェンズ 甦る竜王伝説』のエンディングテーマに採用された。これを記念して、同アニメには山本自身もゲストキャラとして1度だけ出演した。なお、「どうにもとまらない〜ノンストップ」には英語バージョンも存在し、こちらも同じく『レジェンズ 甦る竜王伝説』の初期エンディングテーマとして流れていた。作詞はGary Perlman、歌はBrenda Vaughnがそれぞれ担当している。
2007年（平成19年）、宅配ピザチェーン、ドミノ・ピザのテレビCMソングとして、「どうにもとまらない」の替え歌「ド〜ミノとまらない♪」が起用される。このCMではお笑いタレントの劇団ひとりが演じるドミノ・ピザのイメージキャラクター「ドミノ★スター」が、多くのドミノ・ピザ・ファンが取り囲むステージ上で同曲を熱唱している。

### 2010年代
2010年1月、9mm Parabellum Bulletによって『どうにもとまらない』がカバーされる。山本は「9mmバージョンの『どうにもとまらない』は、彼達らしいかっこいいサウンドの中のとってもさわやかなボーカルが印象的でした」とカバー曲を評した上で、同バンドに対しても「この度ほかの楽曲も聴かせていただきましたが、かっこいい。たくさんいい楽曲を作って、大きく羽ばたいてほしい思いです」とエールを送っている。
2013年（平成25年）10月14日、北九州市制50周年関連イベントとして開催された「第6回北九州ミュージックフェスタ」のフィナーレライブにゲストで呼ばれ、その席で市長北橋健治から「北九州市特命大使（文化）」を委嘱された。
同年12月4日に放送された『2013 FNS歌謡祭』では、倖田來未とのコラボレーションで『どうにもとまらない』を披露した。
2016年（平成28年）の第59回オールスター競輪（松戸競輪場）では花束贈呈を担当（前年の第58回でもイベントを実施した）。

## ディスコグラフィ

### シングル
| #  | 発売日          | 曲順 | タイトル                          | 作詞                | 作曲          | 編曲            | オリコン 最高順位 | レーベル          | 規格品番   |
| -- | --------------- | ---- | --------------------------------- | ------------------- | ------------- | --------------- | ----------------- | ----------------- | ---------- |
| 1  | 1966年 9月20日  | A面  | こまっちゃうナ                    | 遠藤実              | 遠藤実        | 遠藤実          | -                 | ミノル フォン     | KA-80      |
| 1  | 1966年 9月20日  | B面  | 海と山の歌                        | 遠藤実              | 遠藤実        | 遠藤実          | -                 | ミノル フォン     | KA-80      |
| 2  | 1966年 11月25日 | A面  | 夢見るわたし                      | 遠藤実              | 遠藤実        | 遠藤実          | -                 | ミノル フォン     | KA-87      |
| 2  | 1966年 11月25日 | B面  | ごめんなさいママ                  | 遠藤実              | 遠藤実        | 遠藤実          | -                 | ミノル フォン     | KA-87      |
| 3  | 1967年 3月1日   | A面  | 涙がとまらない                    | 遠藤実              | 遠藤実        | 遠藤実          | -                 | ミノル フォン     | KA-112     |
| 3  | 1967年 3月1日   | B面  | 初めてのキッス                    | 稲葉爽秋            | 遠藤実        | 遠藤実          | -                 | ミノル フォン     | KA-112     |
| 4  | 1967年 3月1日   | A面  | 世界の国からこんにちは            | 島田陽子            | 中村八大      | 只野通泰        | -                 | ミノル フォン     | KA-118     |
| 5  | 1967年 7月10日  | A面  | ミニミニデート                    | 樋詰喜久子          | 遠藤実        | 遠藤実          | -                 | ミノル フォン     | KA-143     |
| 5  | 1967年 7月10日  | B面  | 恋の急行列車                      | 稲葉爽秋            | 只野通泰      | 只野通泰        | -                 | ミノル フォン     | KA-143     |
| 6  | 1967年 10月1日  | A面  | ボーイフレンド                    | 遠藤実              | 遠藤実        | 只野通泰        | -                 | ミノル フォン     | KA-164     |
| 6  | 1967年 10月1日  | B面  | たそがれの渚                      | 稲葉爽秋            | 遠藤実        | 遠藤実          | -                 | ミノル フォン     | KA-164     |
| 7  | 1967年 10月10日 | A面  | サンタが町にやってくる            | 神戸孝夫            | J.F.Coots     | 只野通泰        | -                 | ミノル フォン     | KA-162     |
| 7  | 1967年 10月10日 | B面  | ジングル・ベル                    | 小川道雄            | J.Pierpont    | 只野通泰        | -                 | ミノル フォン     | KA-162     |
| 8  | 1968年 3月10日  | A面  | 帰らなくちゃ                      | 三宅正蔵            | 遠藤実        | 遠藤実          | -                 | ミノル フォン     | KA-190     |
| 8  | 1968年 3月10日  | B面  | ワンダフル トウキョウ             | 幸田栄              | ベン・ミラー  | ベン・ミラー    | -                 | ミノル フォン     | KA-190     |
| 9  | 1968年 6月10日  | A面  | 白鳥の湖                          | 米田信一            | 現英生        | 只野通泰        | -                 | ミノル フォン     | KA-202     |
| 9  | 1968年 6月10日  | B面  | 涙のおくりもの                    | イケダミヨコ        | 越純平        | 只野通泰        | -                 | ミノル フォン     | KA-202     |
| 10 | 1968年 6月20日  | A面  | フリ・フリ5                       | 幸田栄              | 遠藤実        | 遠藤実          | -                 | ミノル フォン     | KA-218     |
| 10 | 1968年 6月20日  | B面  | たそがれの渚                      | 稲葉爽秋            | 遠藤実        | 遠藤実          | -                 | ミノル フォン     | KA-218     |
| 11 | 1968年 8月10日  | A面  | 明るいわが家 (リンダの防犯の歌)   | 下浦常市            | 衣笠博彦      | 重田恒雄        | -                 | ミノル フォン     | KA-226     |
| 12 | 1968年 10月10日 | A面  | 砂に埋めた涙                      | 遠藤実              | 遠藤実        | 遠藤実          | -                 | ミノル フォン     | KA-235     |
| 12 | 1968年 10月10日 | B面  | 忘れないで                        | 稲葉爽秋            | 遠藤実        | 遠藤実          | -                 | ミノル フォン     | KA-235     |
| 13 | 1969年 2月10日  | A面  | チキチキバンバン                  | 岩谷時子            | シャーマン    | 東八郎          | -                 | HARVEST           | YA-1       |
| 13 | 1969年 2月10日  | B面  | 恋はみずいろ                      | 漣健児              | A.Popp        | 石川皓也        | -                 | HARVEST           | YA-1       |
| 14 | 1969年 6月1日   | A面  | 恋のバンバン                      | 阿部マリ            | ベン・ミラー  | 竹村次郎        | -                 | HARVEST           | YA-5       |
| 14 | 1969年 6月1日   | B面  | はたちのシャッフル                | 阿部マリ            | ベン・ミラー  | 竹村次郎        | -                 | HARVEST           | YA-5       |
| 15 | 1969年 9月1日   | A面  | ちょっとだけ                      | 中村小太郎          | 田辺信一      | 田辺信一        | -                 | HARVEST           | YA-11      |
| 15 | 1969年 9月1日   | B面  | あなたの好きな タータンチェック   | 中村小太郎          | 田辺信一      | 小山内たけとも  | -                 | HARVEST           | YA-11      |
| 16 | 1970年 3月1日   | A面  | トンボのメガネ                    | 遠藤実              | 遠藤実        | 牧野昭一        | -                 | HARVEST           | YA-22      |
| 16 | 1970年 3月1日   | B面  | 愛のくさり                        | 阿部マリ            | 遠藤実        | 河合英郎        | -                 | HARVEST           | YA-22      |
| 17 | 1970年 9月1日   | A面  | 涙は紅く                          | 橋本淳              | 筒美京平      | 筒美京平        | -                 | HARVEST           | YA-31      |
| 17 | 1970年 9月1日   | B面  | バイバイ・ブルース                | 大日方俊子          | 筒美京平      | 筒美京平        | -                 | HARVEST           | YA-31      |
| 18 | 1971年 2月1日   | A面  | 水に流すわ                        | 橋本淳              | 筒美京平      | 筒美京平        | -                 | HARVEST           | YA-39      |
| 18 | 1971年 2月1日   | B面  | 涙の花束                          | 橋本淳              | 筒美京平      | 筒美京平        | -                 | HARVEST           | YA-39      |
| 19 | 1971年 10月25日 | A面  | 白い街に花が                      | 山上路夫            | 三木たかし    | 三木たかし      | -                 | キャニオン        | A-78       |
| 19 | 1971年 10月25日 | B面  | あしたからの私                    | 山上路夫            | 三木たかし    | 三木たかし      | -                 | キャニオン        | A-78       |
| 20 | 1972年 6月5日   | A面  | どうにもとまらない                | 阿久悠              | 都倉俊一      | 都倉俊一        | 3位               | キャニオン        | A-108      |
| 20 | 1972年 6月5日   | B面  | 青い月夜は                        | 阿久悠              | 都倉俊一      | 都倉俊一        | 3位               | キャニオン        | A-108      |
| 21 | 1972年 9月5日   | A面  | 狂わせたいの                      | 阿久悠              | 都倉俊一      | 都倉俊一        | 6位               | キャニオン        | A-126      |
| 21 | 1972年 9月5日   | B面  | もっといいことないの              | 阿久悠              | 都倉俊一      | 都倉俊一        | 6位               | キャニオン        | A-126      |
| 22 | 1972年 11月25日 | A面  | じんじんさせて                    | 阿久悠              | 都倉俊一      | 都倉俊一        | 10位              | キャニオン        | A-146      |
| 22 | 1972年 11月25日 | B面  | 白い雨が降る                      | 阿久悠              | 都倉俊一      | 都倉俊一        | 10位              | キャニオン        | A-146      |
| 23 | 1973年 2月25日  | A面  | 狙いうち                          | 阿久悠              | 都倉俊一      | 都倉俊一        | 14位              | キャニオン        | A-152      |
| 23 | 1973年 2月25日  | B面  | 夢やぶれて                        | 阿久悠              | 都倉俊一      | 都倉俊一        | 14位              | キャニオン        | A-152      |
| 24 | 1973年 6月10日  | A面  | 燃えつきそう                      | 阿久悠              | 都倉俊一      | 都倉俊一        | 15位              | キャニオン        | A-168      |
| 24 | 1973年 6月10日  | B面  | 行きずりの二人                    | 阿久悠              | 都倉俊一      | 都倉俊一        | 15位              | キャニオン        | A-168      |
| 25 | 1973年 8月25日  | A面  | ぎらぎら燃えて                    | 阿久悠              | 都倉俊一      | 都倉俊一        | 37位              | キャニオン        | A-183      |
| 25 | 1973年 8月25日  | B面  | ある愛                            | 阿久悠              | 都倉俊一      | 都倉俊一        | 37位              | キャニオン        | A-183      |
| 26 | 1973年 12月10日 | A面  | きりきり舞い                      | 阿久悠              | 都倉俊一      | 都倉俊一        | 28位              | キャニオン        | A-197      |
| 26 | 1973年 12月10日 | B面  | 憎いあいつ                        | 阿久悠              | 都倉俊一      | 都倉俊一        | 28位              | キャニオン        | A-197      |
| 27 | 1974年 4月10日  | A面  | 真赤な鞄                          | 阿久悠              | 都倉俊一      | 都倉俊一        | 66位              | キャニオン        | A-213      |
| 27 | 1974年 4月10日  | B面  | 恋の冒険                          | 阿久悠              | 都倉俊一      | 都倉俊一        | 66位              | キャニオン        | A-213      |
| 28 | 1974年 7月10日  | A面  | 奇跡の歌                          | 阿久悠              | 都倉俊一      | 都倉俊一        | -                 | キャニオン        | A-225      |
| 28 | 1974年 7月10日  | B面  | 完全にしあわせ                    | 阿久悠              | 三木たかし    | 三木たかし      | -                 | キャニオン        | A-225      |
| 29 | 1974年 8月25日  | A面  | 闇夜にドッキリ                    | 阿久悠              | 都倉俊一      | 穂口雄右        | -                 | キャニオン        | A-228      |
| 29 | 1974年 8月25日  | B面  | きっとまた                        | 阿久悠              | 都倉俊一      | 都倉俊一        | -                 | キャニオン        | A-228      |
| 30 | 1975年 2月10日  | A面  | 恋は熱烈                          | 岡田冨美子          | 加瀬邦彦      | 萩田光雄        | -                 | キャニオン        | A-247      |
| 30 | 1975年 2月10日  | B面  | ちぎれた約束                      | 岡田冨美子          | 加瀬邦彦      | 萩田光雄        | -                 | キャニオン        | A-247      |
| 31 | 1975年 6月25日  | A面  | ウブウブ                          | 伊藤裕弘            | 加瀬邦彦      | 萩田光雄        | -                 | キャニオン        | A-271      |
| 31 | 1975年 6月25日  | B面  | あした消えても                    | 伊藤裕弘            | 加瀬邦彦      | 萩田光雄        | -                 | キャニオン        | A-271      |
| 32 | 1975年 10月25日 | A面  | やけどしそう                      | 伊藤裕弘            | 馬飼野康二    | 馬飼野康二      | -                 | キャニオン        | A-286      |
| 32 | 1975年 10月25日 | B面  | 過去                              | 伊藤裕弘            | 馬飼野康二    | 馬飼野康二      | -                 | キャニオン        | A-286      |
| 33 | 1976年 2月10日  | A面  | 私の恋人、たいやきくん!           | 中山大三郎          | 穂口雄右      | あかのたちお    | 98位              | キャニオン        | A-298      |
| 33 | 1976年 2月10日  | B面  | しびれっぱなしの ロックンロール   | 中山大三郎          | 穂口雄右      | あかのたちお    | 98位              | キャニオン        | A-298      |
| 34 | 1976年 6月25日  | A面  | 太陽の落し子                      | 高田ひろお          | 佐瀬寿一      | あかのたちお    | -                 | キャニオン        | C-6        |
| 34 | 1976年 6月25日  | B面  | 渚でLOVE浴び                      | 高田ひろお          | 佐瀬寿一      | あかのたちお    | -                 | キャニオン        | C-6        |
| 35 | 1976年 11月25日 | A面  | 限りなく透明に近いダンス          | 康珍化              | 星川狂児      | 土持城夫        | -                 | キャニオン        | C-28       |
| 35 | 1976年 11月25日 | B面  | バイバイ・キッス                  | 高田ひろお          | 佐瀬寿一      | 船山基紀        | -                 | キャニオン        | C-28       |
| 36 | 1977年 6月25日  | A面  | 失恋蝙蝠男                        | 伊藤アキラ          | 高田弘        | 高田弘          | -                 | キャニオン        | C-55       |
| 36 | 1977年 6月25日  | B面  | 夏の女王                          | 伊藤アキラ          | 高田弘        | 高田弘          | -                 | キャニオン        | C-55       |
| 37 | 1978年 2月25日  | A面  | 港のソウル                        | 伊藤アキラ          | 林哲司        | 林哲司          | -                 | キャニオン        | C-86       |
| 37 | 1978年 2月25日  | B面  | CRAZY BABY                        | 伊藤アキラ          | 林哲司        | 林哲司          | -                 | キャニオン        | C-86       |
| 38 | 1978年 9月21日  | A面  | エレガンス                        | 橋本淳              | 三枝成章      | 三枝成章 戸塚修 | -                 | キャニオン        | C-114      |
| 38 | 1978年 9月21日  | B面  | サーカスの歌が聞こえる            | 橋本淳              | 三枝成章      | 三枝成章 戸塚修 | -                 | キャニオン        | C-114      |
| 39 | 1980年 10月21日 | A面  | 写楽                              | 高田ひろお          | 遠藤実        | 斉藤恒夫        | -                 | キャニオン        | 7A-0015    |
| 39 | 1980年 10月21日 | B面  | あなたの恋女房                    | 高田ひろお          | 遠藤実        | 斉藤恒夫        | -                 | キャニオン        | 7A-0015    |
| 40 | 1981年 11月21日 | A面  | ゆれてムーン・ライト              | 竜真知子            | 幸耕平        | 竜崎孝路        | -                 | キャニオン        | 7A-0130    |
| 40 | 1981年 11月21日 | B面  | 愛の道草                          | 高田ひろお          | 幸耕平        | 南郷達也        | -                 | キャニオン        | 7A-0130    |
| 41 | 1983年 8月21日  | A面  | フラッシュダンス                  | 麻倉未稀            | G.Moroder     | 槌田靖識        | -                 | キャニオン        | 7A-0306    |
| 41 | 1983年 8月21日  | B面  | 想い出にまだできない              | 山上路夫            | 森田公一      | 槌田靖識        | -                 | キャニオン        | 7A-0306    |
| 42 | 1984年 11月21日 | A面  | 酒場で                            | たかたかし          | 曽根幸明      | 竜崎孝路        | -                 | キャニオン        | 7A-0449    |
| 42 | 1984年 11月21日 | B面  | ふられちゃったよ                  | たかたかし          | 曽根幸明      | 竜崎孝路        | -                 | キャニオン        | 7A-0449    |
| 43 | 1991年 9月21日  | 01   | エル・ソル〜太陽の唄〜            | 園部和範            | 小田裕一郎    | 小田裕一郎      | -                 | Sony Records      | SRDL-3370  |
| 43 | 1991年 9月21日  | 02   | ゆえに彼女の世界征服              | 園部和範            | 小田裕一郎    | 小田裕一郎      | -                 | Sony Records      | SRDL-3370  |
| 44 | 1992年 6月21日  | 01   | 恋は呪文よ!アブラカダブラ         | 及川眠子            | G.Cenciarelli | 鶴来正基        | -                 | コンチ ネンタル   | TEDN-219   |
| 44 | 1992年 6月21日  | 02   | リンダの甘い囁き                  | 及川眠子            | G.Ferrio      | 鶴来正基        | -                 | コンチ ネンタル   | TEDN-219   |
| 45 | 1997年 4月23日  | 01   | 夢はどこへいった                  | 枯堂夏子            | 松宮恭子      | 岸村正実        | 63位              | パイオニア LDC    | PIDA-1037  |
| 45 | 1997年 4月23日  | 02   | はしたないお姫さま                | 枯堂夏子            | 前田克樹      | 岸村正実        | 63位              | パイオニア LDC    | PIDA-1037  |
| 46 | 2004年 5月26日  | 01   | リンダ                            | 秋元康              | 平尾昌晃      | 矢野立美        | -                 | 徳間 ジャパン     | TKCA-72672 |
| 46 | 2004年 5月26日  | 02   | 1/2                               | 秋元康              | 平尾昌晃      | 矢野立美        | -                 | 徳間 ジャパン     | TKCA-72672 |
| 46 | 2004年 5月26日  | 03   | 狙いうち (ニューバージョン)       | 阿久悠              | 都倉俊一      | 樋口スバル      | -                 | 徳間 ジャパン     | TKCA-72672 |
| 47 | 2005年 1月13日  | 01   | どうにもとまらない 〜ノンストップ | 阿久悠              | 都倉俊一      | 武藤星児        | -                 | インター チャネル | NECM-12089 |
| 48 | 2005年 5月25日  | 01   | 愛に生きて                        | 山本リンダ 平尾昌晃 | 平尾昌晃      | 若草恵          | -                 | 徳間 ジャパン     | TKCA-90056 |
| 48 | 2005年 5月25日  | 02   | 誘惑                              | 秋浩二              | 桧原さとし    | 若草恵          | -                 | 徳間 ジャパン     | TKCA-90056 |
| 49 | 2007年 2月7日   | 01   | 真夜中のピエロ                    | 田久保真見          | 樋口義高      | 今泉敏郎        | -                 | 徳間 ジャパン     | TKCA-90183 |
| 49 | 2007年 2月7日   | 02   | 風のアンサンブル                  | 川井みら            | 馬飼野俊一    | 今泉敏郎        | -                 | 徳間 ジャパン     | TKCA-90183 |
| 50 | 2008年 2月6日   | 01   | 15のBの指定席                     | たにはら伸          | 徳久広司      | 川村栄二        | -                 | 徳間 ジャパン     | TKCA-90255 |
| 50 | 2008年 2月6日   | 02   | ピアニスト                        | 中谷純平            | 馬飼野俊一    | 馬飼野俊一      | -                 | 徳間 ジャパン     | TKCA-90255 |
| 51 | 2009年 4月8日   | 01   | 踊りましょッ!                     | 久仁京介            | 水島正和      | 竜崎孝路        | -                 | 徳間 ジャパン     | TKCA-90322 |
| 51 | 2009年 4月8日   | 02   | 愛の方舟                          | 中谷純平            | 馬飼野俊一    | 馬飼野俊一      | -                 | 徳間 ジャパン     | TKCA-90322 |
| 52 | 2012年 4月4日   | 01   | 恋は花火か 地の雪か               | 阿久悠              | 都倉俊一      | 都倉俊一        | 116位             | 徳間 ジャパン     | TKCA-73751 |
| 52 | 2012年 4月4日   | 02   | 愛に生きて                        | 山本リンダ 平尾昌晃 | 平尾昌晃      | 若草恵          | 116位             | 徳間 ジャパン     | TKCA-73751 |
| 52 | 2012年 4月4日   | 03   | EN ARANJUEZ CON TU AMOR           | 山本リンダ          | J.Rodrigo     | L.Charmante     | 116位             | 徳間 ジャパン     | TKCA-73751 |
| 53 | 2022年 1月26日  | 01   | 明日への翼                        | 山本リンダ みやび恵 | 池毅          | 猪股義周        | -                 | 徳間 ジャパン     | TKCA-91407 |
| 53 | 2022年 1月26日  | 02   | こまっちゃうナ 〜ダンスバージョン | 遠藤実              | 遠藤実        | 猪股義周        | -                 | 徳間 ジャパン     | TKCA-91407 |

### アルバム
| 発売日         | タイトル                                                 | レーベル       | 規格  | 規格品番   |
| -------------- | -------------------------------------------------------- | -------------- | ----- | ---------- |
| 1967年         | こまっちゃうナ リンダのヒットメロディー                  | ミノルフォン   | LP    | KC-4       |
| 1972年8月25日  | どうにもとまらない                                       | キャニオン     | LP    | C-3009     |
| 1994年11月18日 | どうにもとまらない                                       | キャニオン     | CD    | PCCA-00666 |
| 2009年2月18日  | どうにもとまらない                                       | キャニオン     | HQCD  | PCCA-50044 |
| 1972年11月     | 狂わせたいの 山本リンダオン・ステージ                    | キャニオン     | LP    | C-3012     |
| 1973年3月      | 山本リンダのすべて                                       | キャニオン     | LP    | C-3019     |
| 1973年7月10日  | 燃えつきそう 山本リンダの魅力                            | キャニオン     | LP    | C-3026     |
| 1994年11月18日 | 燃えつきそう 山本リンダの魅力                            | キャニオン     | CD    | PCCA-00667 |
| 2008年7月16日  | 燃えつきそう 山本リンダの魅力                            | キャニオン     | CD    | PCCS-00029 |
| 1973年10月25日 | 山本リンダ 都倉俊一を歌う                                | キャニオン     | LP    | C-3030     |
| 2009年7月15日  | 山本リンダ 都倉俊一を歌う                                | キャニオン     | CD    | PCCS-00080 |
| 1973年12月25日 | 山本リンダ ゴールデン・アルバム                          | キャニオン     | LP    | C-3034     |
| 2009年7月15日  | 山本リンダ ゴールデン・アルバム                          | キャニオン     | CD    | PCCS-00081 |
| 1974年4月      | 真赤な鞄                                                 | キャニオン     | LP    | C-3042     |
| 1974年10月     | 山本リンダ ゴールデン・ベスト24                          | キャニオン     | LP    | C-8001〜02 |
| 1975年7月25日  | Linda MEMORY TOP〜ウブウブ〜                             | キャニオン     | LP    | C-3058     |
| 2009年7月15日  | Linda MEMORY TOP〜ウブウブ〜                             | キャニオン     | CD    | PCCS-00082 |
| 1976年12月     | 限りなく透明に近いダンス〜芸能生活10周年記念リサイタル〜 | キャニオン     | LP    | AF-6010    |
| 1986年9月21日  | 鏡の中の私                                               | キャニオン     | LP    | C28A-0517  |
| 1987年11月21日 | プレイバック・シリーズ 山本リンダ                        | キャニオン     | CD    | D28P-6168  |
| 1991年6月21日  | HOUSE LINDA                                              | キャニオン     | CD    | PCCA-00281 |
| 1991年8月1日   | LINDA                                                    | Sony Records   | CD    | SRCL-2036  |
| 1991年8月1日   | 山本リンダ クラブミックス                                | 徳間ジャパン   | CD    | TKCA-30343 |
| 1991年8月21日  | 踊れる歌える山本リンダ                                   | キャニオン     | CD    | PCCA-00305 |
| 1991年10月10日 | CHAOS－カオス－                                          | Sony Records   | CD    | SRCL-2182  |
| 1991年12月21日 | リンダがいっぱい!                                        | 徳間ジャパン   | CD    | TKCA-30449 |
| 1992年6月21日  | ヴィーナス                                               | コンチネンタル | CD    | TECN-30166 |
| 2001年11月7日  | Myこれ!クション 山本リンダ・BEST                         | キャニオン     | CD    | PCCA-01581 |
| 2003年1月22日  | ミノルフォン・イヤーズ                                   | 徳間ジャパン   | CD    | TKCA-72491 |
| 2004年8月18日  | どうにもとまらない フィーバーリンダ                      | キャニオン     | CD    | PCCA-02071 |
| 2005年1月26日  | ゴールデン☆ベスト                                        | 徳間ジャパン   | CD    | TKCA-72808 |
| 2005年7月27日  | リンダ伝説〜愛に生きて                                   | 徳間ジャパン   | CD    | TKCA-72881 |
| 2006年10月18日 | りばいばる【歌謡曲編】山本リンダ                         | キャニオン     | CD    | PCCA-02347 |
| 2007年7月18日  | 山本リンダ SINGLESコンプリート                           | キャニオン     | CD    | PCCA-02498 |
| 2010年4月21日  | Myこれ!Lite 山本リンダ                                   | キャニオン     | CD    | PCCS-00100 |
| 2016年5月18日  | Myこれ!Lite 山本リンダ                                   | キャニオン     | UHQCD | PCCS-50007 |
| 2012年11月21日 | ザ・プレミアムベスト                                     | キャニオン     | CD    | PCCA-03750 |
| 2013年9月11日  | Voca-Linda 愛 Special Songs                              | A-force NEXT   | CD    | YZWG-014   |
| 2022年10月5日  | 全曲集〜明日への翼〜                                     | 徳間ジャパン   | CD    | TKCA-75113 |

### タイアップ曲
| 年     | 楽曲                             | タイアップ                                            |
| ------ | -------------------------------- | ----------------------------------------------------- |
| 1997年 | 夢はどこへいった                 | テレビ東京系アニメ『新・天地無用!』OPテーマ           |
| 2005年 | どうにもとまらない〜ノンストップ | フジテレビ系アニメ『レジェンズ 甦る竜王伝説』EDテーマ |

## 主な出演作

### テレビ
- 夢のセレナード[17]（1966-1969年3月）
- げんこつと聴診器（1967年）
- てなもんや三度笠（1967年） - おこま 役
- コント55号の裏番組をぶっとばせ!
- 仮面ライダー 第14話 - 第39話（1971年） - マリ 役
- 8時だョ!全員集合
- たぬき先生奮戦記（1975年）
- 大江戸捜査網
- 江戸川乱歩の黄金仮面　妖精の美女（1978年） - パリ警視庁・女刑事セシル 役
- ザ・スーパーガール（1979年）
- 二人の妻をもつ男（1982年）
- 夏に恋する女たち（1983年）
- 白い誘惑（1984年）
- オレたちひょうきん族
- いちご白書（1993年）
- タベホの女〜女3世代満腹日記〜（2022年） - 山盛マリ 役

### 映画
- 花と果実（1967年）
- 思い出の指輪(1968年)
- 落葉とくちづけ(1969年)
- ジャックと豆の木（1974年） - ※アニメ映画の声優。

### ラジオ
- わが人生に乾杯!（2011年2月10日、NHKラジオ第1放送）
- 山本リンダのリンダフルワールド（1991年、TBSラジオ）
- リンダクラブ（1993年10月 - 1994年3月、朝日放送、土曜 19:00 - 19:30）

※先述のヘアヌード写真集でのトラブルのお詫びとして、朝日放送（ABCラジオ）がレギュラー番組を放送。
- 山本リンダのどうにもとまらNight（2014年1月 - 2015年12月、ミュージックバード）

### 日本語吹替
- 超能力学園Z PART2 パンチラ・ウォーズ（リンダ・ブレア） - ミッチェル先生 役

### CM
- 酒田米菓 「オランダせんべい」（1967年）
- 東レ （1967年）
- カルビー  ｢ポテトチップス｣（1976年）
- 国際物産 仏壇仏具（1980年）
- 江崎グリコ 「ロールコロン」（1991年）[18]
- HRK 「すらっと宣言」（2011年）

### ビデオ・DVD
- すばらしきわが人生（1992年、シナノ企画）
- 楽しく学ぶ信心の基本（2006年、シナノ企画）

## 著書
- 歌に愛を込めて（実業之日本社実日新書、1975年）
- ガラスの靴（潮出版社、1983年）
- 写真集 WANJINA-ワンジーナ（竹書房、1993年5月） ※公式プロフィールにこの写真集の記述はない。
- 素顔のヴィーナス（東京新聞出版局、1992年）
- リンダスタイル 元気のヒミツ Debut 35th years anniversary（河出書房新社、2001年）
- どうにもとまらない私（潮出版社、2004年）
  - 自らの芸能人生と創価学会員としての人生を語っている。

## NHK紅白歌合戦出場歴
| 年度/放送回               | 回 | 曲目                         | 出演順 | 対戦相手     | 備考           |
| ------------------------- | -- | ---------------------------- | ------ | ------------ | -------------- |
| 1967年（昭和42年）/第18回 | 初 | こまっちゃうナ               | 03/23  | 山田太郎     |                |
| 1972年（昭和47年）/第23回 | 2  | どうにもとまらない           | 08/23  | 尾崎紀世彦   | 5年ぶりの出場  |
| 1973年（昭和48年）/第24回 | 3  | 狙いうち                     | 11/23  | ぴんから兄弟 |                |
| 1974年（昭和49年）/第25回 | 4  | 闇夜にドッキリ               | 11/25  | 美川憲一     |                |
| 1991年（平成3年）/第42回  | 5  | どうにもとまらない〜狙いうち | 11/28  | とんねるず   | 17年ぶりの出場 |

（注意点）
- 対戦相手の歌手名の（ ）内の数字はその歌手との対戦回数、備考のトリ等の次にある（ ）はトリ等を務めた回数を表す。
- 曲名の後の（○回目）は紅白で披露された回数を表す。
- 出演順は「（出演順）/（出場者数）」で表す。

## 受賞歴
- 1972年 - 全日本有線放送大賞 スター優秀賞
- 1973年 - 第10回ゴールデン・アロー賞 グラフ賞
- 1991年 - 第33回日本レコード大賞 特別賞
- 1992年 - 第29回ゴールデン・アロー賞 話題賞